# Félix Martin-Feuillée

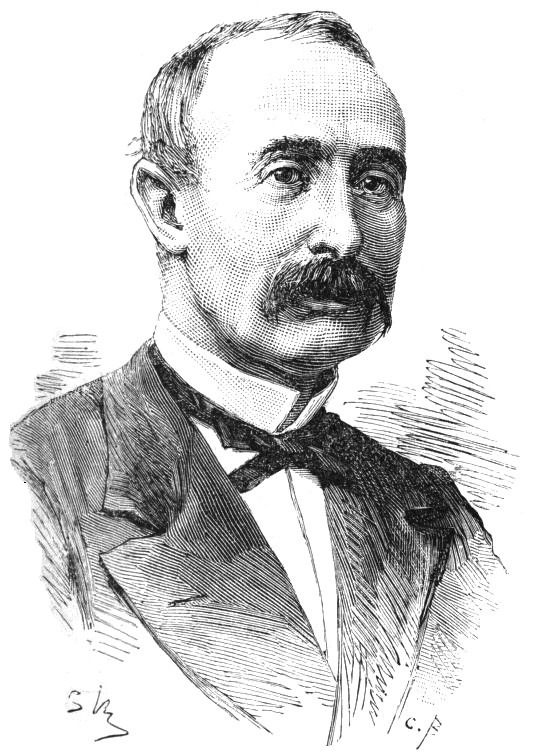
Félix Martin-Feuillée

Félix Martin-Feuillée (* 25. November 1830 in Rennes; † 5. August 1898 in Derval) war ein französischer Rechtsanwalt und Politiker. Von Februar 1883 bis März 1885 amtierte er als Justizminister.

## Leben
Félix Martin-Feuillée studierte an der Rechtsfakultät in Rennes die Rechte, erwarb 1854 mit der Thesis De l’action Paulienne den Doktorgrad, ließ sich darauf in seiner Vaterstadt als Advokat nieder und erlangte großes Ansehen. 1870 trat er in die Mobilgarde des Départements ein, nahm an der Verteidigung von Paris teil und erhielt den Orden der Ehrenlegion. Seit 1876 war er Mitglied der Deputiertenkammer für seine Vaterstadt und schloss sich der republikanischen Linken an. Er wurde am 4. März 1879 unter Lepère Unterstaatssekretär im Innenministerium sowie am 29. Dezember 1879 Unterstaatssekretär im Justizministerium, von welchem Posten er am 30. Januar 1882 zurücktrat. In der Folge übernahm er am 21. Februar 1883 im Kabinett Ferry II selbst das Justizministerium, das er bis zum Rücktritt von Jules Ferry (30. März 1885) verwaltete. Er führte die Reinigung des Richterstandes von monarchistischen Mitgliedern durch. Am 5. August 1898 starb er im Alter von 67 Jahren in Derval.